# Paul Deman
Paul Deman, nascido a 25 de abril de 1889 em Rekkem e falecido a 31 de julho de 1961 em Outrijve, foi um ciclista e treinador belga. Foi o primeiro ciclista a ganhar a Volta à Flandres.
Durante a Primeira Guerra Mundial, Deman foi espião dos belgas, dedicando-se a levar documentos de um lado a outro em bicicleta. Em 10 de novembro de 1914, os alemães capturaram-no e descobriram que era espião inimigo, pelo que o levaram à prisão de Leuven e condenado a fusilamento. No dia seguinte assinou-se o Armistício de Compiégne, pelo que o prisioneiro foi libertado e salvou a sua vida. No entanto, os britânicos acharam que ele era espião alemão, mas os belgas conseguiram informar aos britânicos de seu heroísmo, e novamente evitou ser fuzilado.

## Palmarés
- 1913
  - Volta à Flandres
  - 2.º no Campeonato da Bélgica de ciclismo de estrada

- 1914
  - Bordéus-Paris

- 1920
  - Paris-Roubaix

- 1923
  - Paris-Tours

## Resultados nas grandes voltas
| Corrida            | 1909 | 1910 | 1911 | 1912 | 1913 | 1914 | 1915 | 1916 | 1917 | 1918 | 1919 | 1920 | 1921 | 1922 | 1923 | 1924 |
| ------------------ | ---- | ---- | ---- | ---- | ---- | ---- | ---- | ---- | ---- | ---- | ---- | ---- | ---- | ---- | ---- | ---- |
| Giro d'Italia      | -    | -    | -    | -    | -    | -    | X    | X    | X    | X    | -    | -    | -    | -    | -    | -    |
| Tour de France     | -    | -    | 13.º | -    | 14.º | Ab.  | X    | X    | X    | X    | -    | -    | -    | -    | Ab.  | -    |
| Volta a Espanha    | X    | X    | X    | X    | X    | X    | X    | X    | X    | X    | X    | X    | X    | X    | X    | X    |
| Mundial em Estrada | X    | X    | X    | X    | X    | X    | X    | X    | X    | X    | X    | X    | X    | X    | X    | X    |

-: Não participa

Ab.: Abandonou

X: Edições não celebradas